# Gevrey-Chambertin
Gevrey-Chambertin este o comună în departamentul Côte-d'Or, Franța. În 2009 avea o populație de 3,056 de locuitori.

## Evoluția populației
| An        | 1975  | 1982  | 1990  | 1999  | 2006  | 2009  |
| --------- | ----- | ----- | ----- | ----- | ----- | ----- |
| Populație | 3,001 | 2,582 | 2,825 | 3,258 | 3,138 | 3,056 |